# Gmina Šmarje pri Jelšah
Šmarje pri Jelšah – gmina w Słowenii. W 2002 roku liczyła 9662 mieszkańców.

## Miejscowości
Miejscowości wchodzące w skład gminy Šmarje pri Jelšah:

- Babna Brda
- Babna Gora
- Babna Reka
- Beli Potok pri Lembergu
- Belo
- Bezgovica
- Bobovo pri Šmarju
- Bodrež
- Bodrišna vas
- Brecljevo
- Brezje pri Lekmarju
- Bukovje v Babni Gori
- Cerovec pri Šmarju
- Dol pri Pristavi
- Dol pri Šmarju
- Dragomilo
- Dvor
- Gaj
- Globoko pri Šmarju
- Gornja vas
- Grliče
- Grobelce
- Grobelno
- Hajnsko
- Jazbina
- Jerovska vas
- Ješovec pri Šmarju
- Kamenik
- Konuško
- Koretno
- Korpule
- Kristan Vrh
- Krtince
- Laše
- Lekmarje
- Lemberg pri Šmarju
- Lipovec
- Mala Pristava
- Mestinje
- Močle
- Nova vas pri Šmarju
- Orehovec
- Pečica
- Pijovci
- Platinovec
- Polžanska Gorca
- Polžanska vas
- Predel
- Predenca
- Preloge pri Šmarju
- Pustike
- Rakovec
- Senovica
- Sladka Gora
- Sotensko pri Šmarju
- Spodnja Ponkvica
- Spodnje Mestinje
- Spodnje Selce
- Spodnje Tinsko
- Stranje
- Strtenica
- Sveti Štefan
- Šentvid pri Grobelnem
- Šerovo
- Škofija
- Šmarje pri Jelšah – siedziba gminy
- Topolovec
- Vinski Vrh pri Šmarju
- Vodenovo
- Vrh
- Vršna vas
- Zadrže
- Zastranje
- Završe pri Grobelnem
- Zgornje Tinsko
- Zibika
- Zibiška vas